# Альфред Люкер
Альфред Люкер (нім. Alfred Lücker, 29 березня 1931 — 22 грудня 2008) — німецький хокеїст на траві.
Бронзовий призер Олімпійських Ігор 1956 року, учасник 1952 року.